# Cooper Square
Le Cooper Square (littéralement “Place Cooper”) est un important carrefour de l'arrondissement de Manhattan, à New York. 

## Situation et accès
Il est situé à la jonction entre Bowery, l'East Village et la Lower East Side, au sud de l'île.
Au nord de Cooper Square se trouve la 8e rue et St. Mark's Place.

## Origine du nom
La voie honore Peter Cooper (1791 -1883), célèbre inventeur originaire de la ville.

## Historique
Lorsque la place a été ouverte en tant qu'espace public en 1850, elle a été nommée « Stuyvesant square », bien qu'il y avait déjà une autre « Stuyvesant square » située sur la Deuxième Avenue à Manhattan.

## Bâtiments remarquables et lieux de mémoire
La Cooper Union est située à l'extrémité nord de la place. 

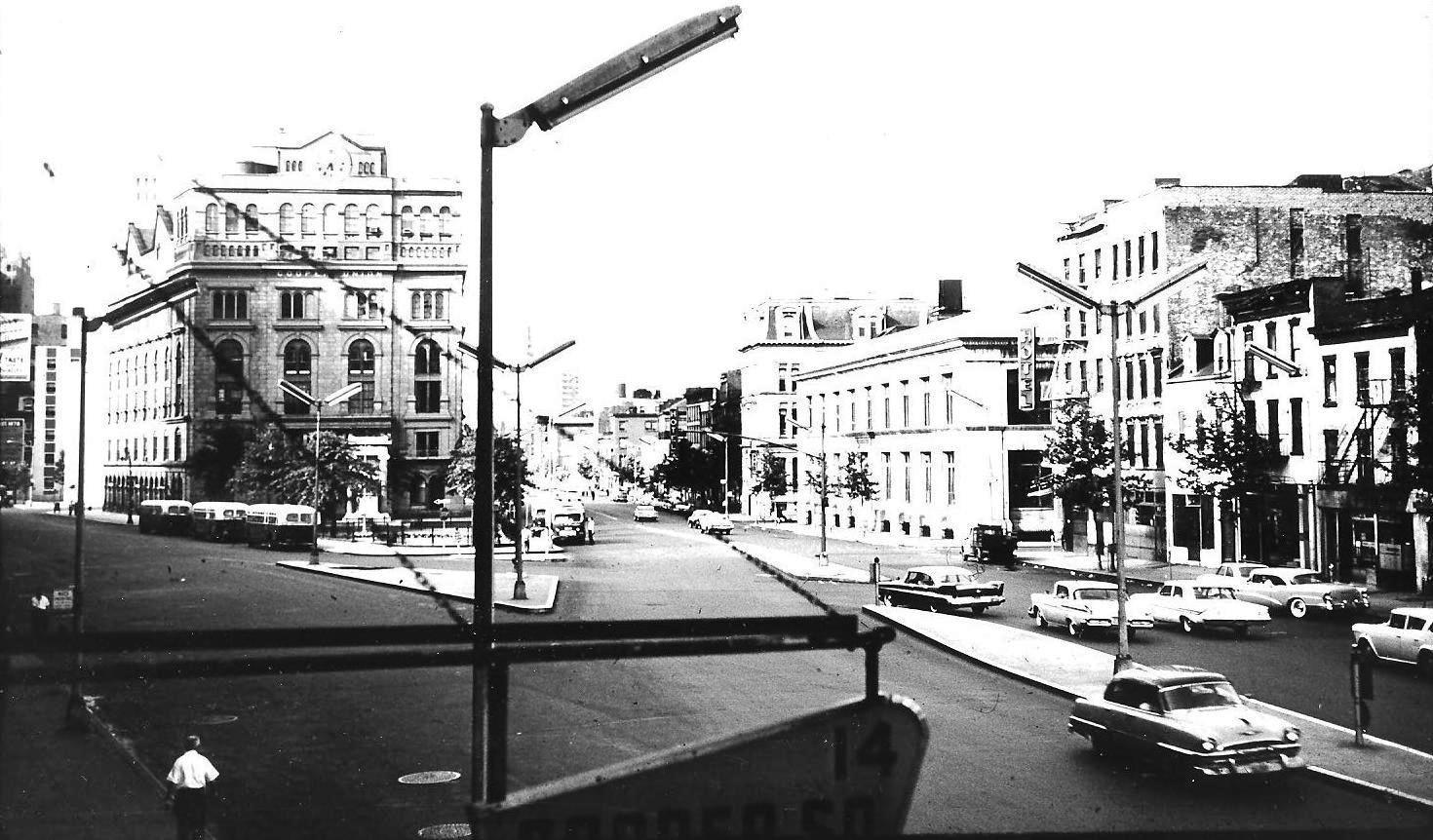
Cooper Square en 1957...
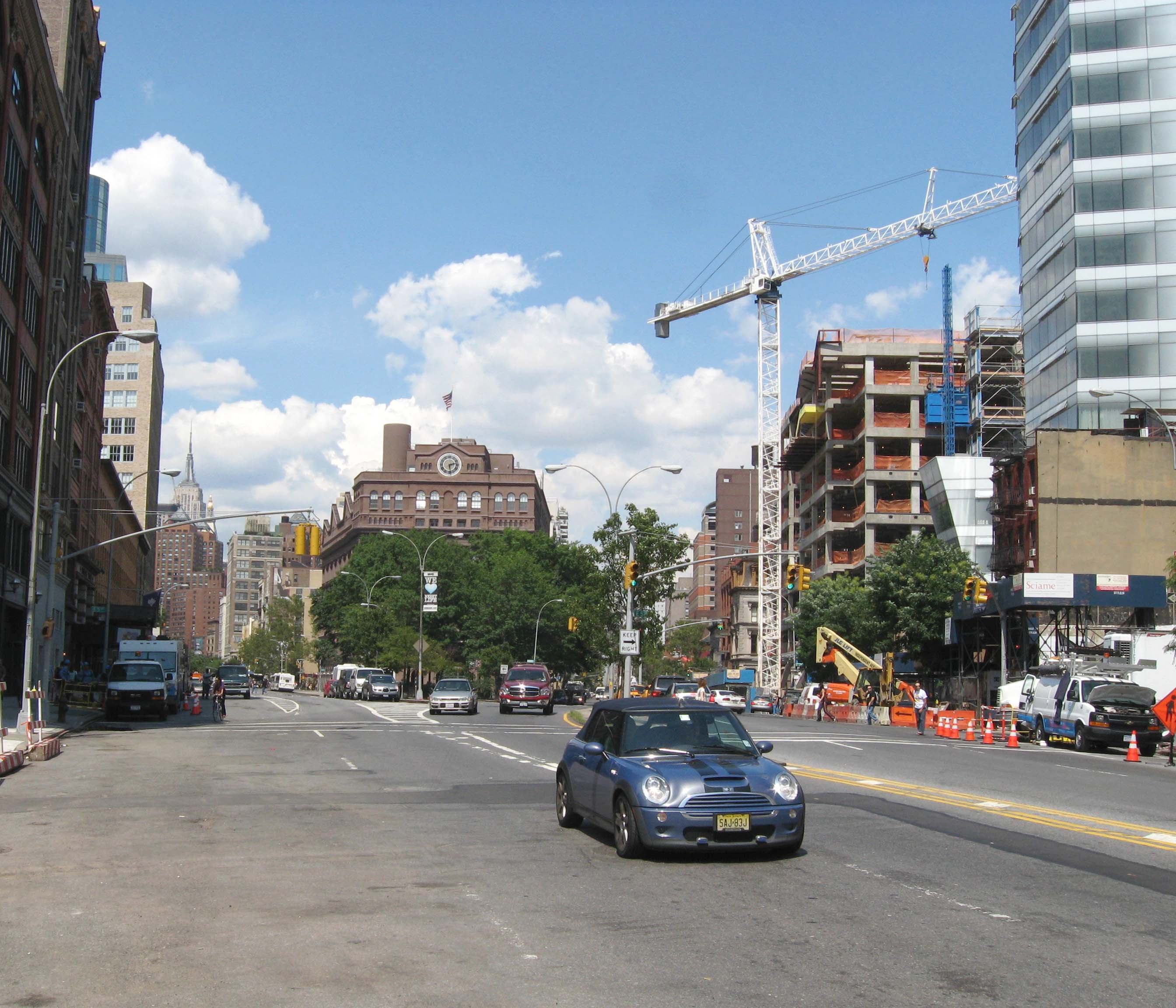
... et en 2008